# Kreis Beuthen-Tarnowitz
Der Kreis Beuthen-Tarnowitz war von 1927 bis 1945 ein preußischer Landkreis in Oberschlesien. Das ehemalige Kreisgebiet gehört heute zur polnischen Woiwodschaft Schlesien.

## Verwaltungsgeschichte
Als Folge des Ersten Weltkriegs wurden 1922 größere Teile der beiden oberschlesischen Kreise Beuthen und Tarnowitz an Polen abgetreten.
Die bei Deutschland gebliebenen Reste der beiden Landkreise bestanden zunächst als eigene Landkreise fort, bis sie am 1. Januar 1927 aufgelöst und zum Kreis Beuthen-Tarnowitz zusammengelegt wurden. Die Landgemeinde und der Gutsbezirks Roßberg aus dem aufgelösten Landkreis Beuthen wurde in den Stadtkreis Beuthen eingegliedert. Das Landratsamt des neuen Kreises befand sich in Beuthen.
Zum 30. September 1928 fand im Kreis Beuthen-Tarnowitz entsprechend der Entwicklung im übrigen Preußen eine Gebietsreform statt, bei der alle Gutsbezirke aufgelöst und benachbarten Landgemeinden zugeteilt wurden. Am 1. April 1938 wurden die preußischen Provinzen Niederschlesien und Oberschlesien zur neuen Provinz Schlesien zusammengeschlossen.
Nach dem deutschen Überfall wurde zum 26. November 1939 der polnische Landkreis Tarnowskie Góry unter dem Namen Landkreis Tarnowitz Teil des neugebildeten Regierungsbezirks Kattowitz in der Provinz Schlesien. Nach der Umgliederung des Kreises Beuthen-Tarnowitz aus dem Regierungsbezirk Oppeln in den Regierungsbezirk Kattowitz wurden beide Landkreise einheitlich von Tarnowitz aus verwaltet. Zum 18. Januar 1941 wurde die Provinz Schlesien aufgelöst. Aus den bisherigen Regierungsbezirken Kattowitz und Oppeln wurde die neue Provinz Oberschlesien gebildet. Zum 1. Juni 1941 erfolgte dann auch die förmliche Vereinigung der beiden Landkreise Beuthen-Tarnowitz und Tarnowitz zum neuen Landkreis Beuthen-Tarnowitz mit dem Sitz des Landrates in Tarnowitz. Im Frühjahr 1945 wurde das Kreisgebiet durch die Rote Armee besetzt und gehört seitdem vollständig zu Polen.

## Einwohnerentwicklung
| Jahr | Einwohner | Quelle |
| ---- | --------- | ------ |
| 1933 | 91.019    | [ 2 ]  |
| 1939 | 94.227    | [ 2 ]  |

Bei der Volkszählung von 1939 waren 94 % der Einwohner katholisch und 5 % evangelisch.

## Landräte
- 1927–193300Kurt Urbanek
- 19330000000Peter Seger
- 1934–193700Hans Deloch (1881–1956)
- 1938–194500Walrab Karl Konstantin von Wangenheim (1900–nach 1955)[3][4][5]

## Kommunalverfassung
Mit Einführung des preußischen Gemeindeverfassungsgesetzes vom 15. Dezember 1933 sowie der Deutschen Gemeindeordnung vom 30. Januar 1935 wurde das Führerprinzip auf Gemeindeebene durchgesetzt. Seit dem 1. April 1935 wurden die Landgemeinden als Gemeinden bezeichnet.
Alle Gemeinden des Landkreises Tarnowitz wurden am 1. Februar 1940 der im Altreich gültigen Deutschen Gemeindeordnung unterstellt. Eine neue Kreisverfassung wurde nicht mehr geschaffen; es galt weiterhin die Kreisordnung für die Provinzen Ost- und Westpreußen, Brandenburg, Pommern, Schlesien und Sachsen vom 19. März 1881. Diese wurde mit Wirkung vom 1. April 1942 aufgehoben und zwar mit Ausnahme der Bestimmungen über die Amtsbezirke und Amtsvorsteher. Von diesem Zeitpunkt an galt für das gesamte Kreisgebiet das in den eingegliederten Ostgebieten geltende Kreisrecht.

## Gemeinden
Dem Kreis Beuthen-Tarnowitz gehörten 1927 die folgenden Gemeinden an:
- Bobrek
- Broslawitz
- Friedrichswille
- Groß Wilkowitz
- Karf
- Kempczowitz
- Larischhof
- Miechowitz
- Miedar
- Mikultschütz
- Pilzendorf
- Ptakowitz
- Rokittnitz
- Schomberg
- Stollarzowitz
- Wieschowa

Eingemeindungen bis 1936
- Bobrek und Karf wurden am 1. April 1928 zur Gemeinde Bobrek-Karf zusammengeschlossen.
- Broslawitz und Ptakowitz wurden am 1. Oktober 1936 zur Gemeinde Dramatal zusammengeschlossen.
- Kempczowitz wurde am 30. September 1928 nach Broslawitz eingemeindet.
- Groß Wilkowitz und Miedar wurden am 1. Oktober 1936 nach Larischhof eingemeindet.

## Ortsnamen
In den Jahren 1935/1936 fanden im Kreis Beuthen-Tarnowitz mehrere Eindeutschungen von Ortsnamen statt. Das waren lautliche Angleichungen, Übersetzungen oder freie Erfindungen:
- Miechowitz → Mechtal
- Mikultschütz → Klausberg
- Rokittnitz → Martinau
- Stollarzowitz → Stillersfeld
- Wieschowa → Randsdorf

Zu einer endgültigen Vergabe rein deutscher Ortsbezeichnungen im bis 1939 polnisch gewesenen Ostteil des Kreises ist es bis Kriegsende nicht mehr gekommen. Diese war aber bis ins Einzelne bereits vorbereitet. Es handelte sich dabei um „Verbesserungen“ der seit 1939 vorläufig gültigen Namen von 1918, zum Beispiel:
- Boruschowitz → Waldborn
- Brzesowitz-Kamin → Steinruppertsdorf
- Groß Dombrowka → Frankenrode
- Groß Zyglin → Zügeln
- Klein Zyglin → Zügelwalde
- Mikoleska → Hohenforst
- Oppatowitz → Kraftfelde
- Pniowitz → Stockwalde